# ورزشگاه هونگارورینگ
ورزشگاه هونگارورینگ (مجاری: Hungaroring) یک پیست ورزش‌های موتوری در مودیورود، مجارستان است.
این پیست که معمولاً برای مسابقات فرمول یک استفاده می‌شود در سال ۱۹۸۵ افتتاح شده و ظرفیت آن ۷۰٬۰۰۰ نفر است.